# Anasterias varia
Anasterias varia is een zeester uit de familie Asteriidae.
De wetenschappelijke naam van de soort werd in 1870 gepubliceerd door Rodolfo Amando Philippi.